# Премия «Хассельблад»

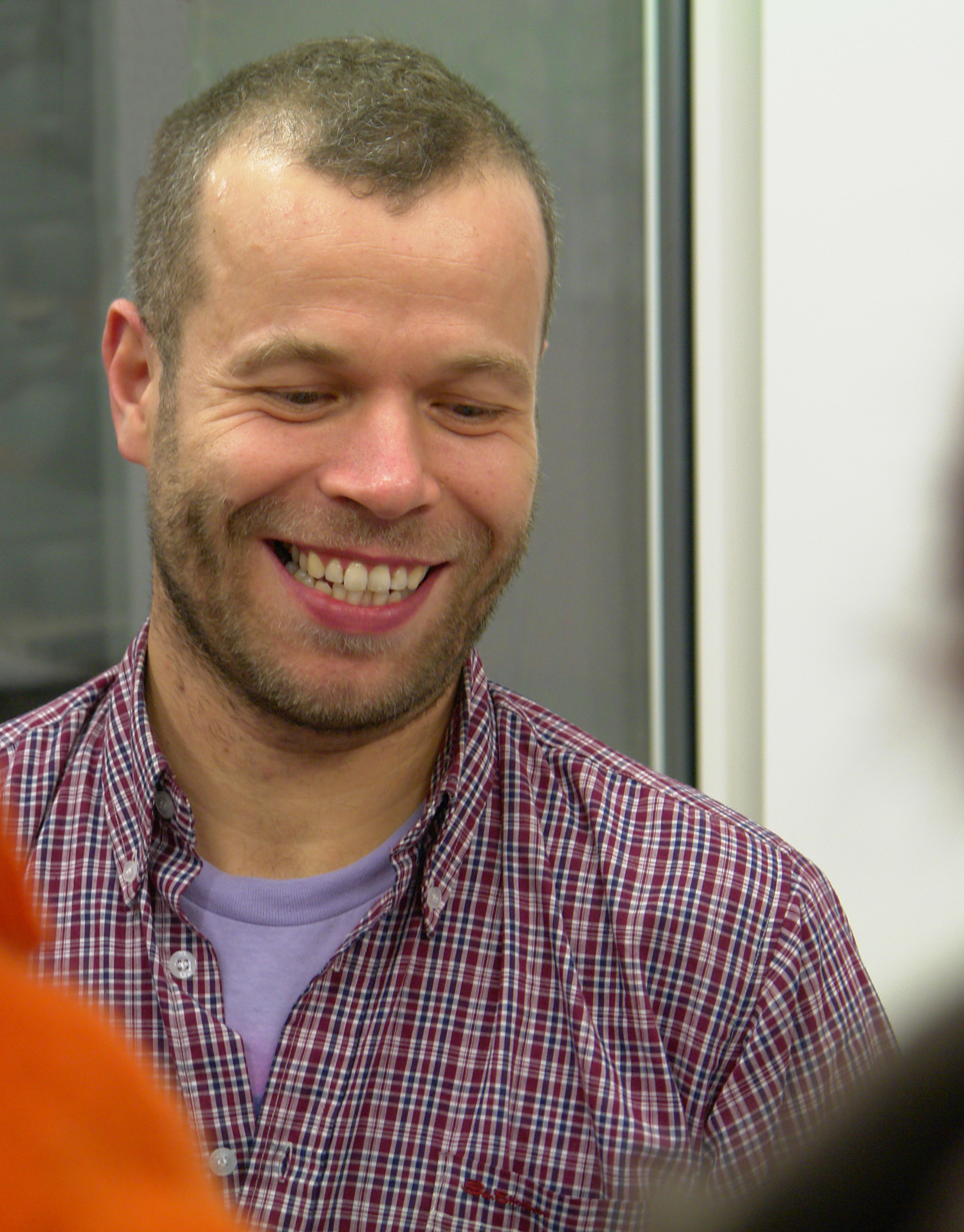
Вольфганг Тильманс, лауреат 2015 года

Премия «Хассельблад» (англ. The Hasselblad Foundation International Award in Photography) — международная премия в области фотографии, вручаемая как признание важного вклада фотографа. Основана фондом Эрны и Виктора Хассельблад (Гётеборг, Швеция). Вручается с 1980 года.
Величина премии — 1 000 000 шведских крон, что при разных курсах составляет от 50 до 110 тыс. евро.

## Лауреаты
- 1980 — Леннарт Нильссон
- 1981 — Ансел Адамс
- 1982 — Анри Картье-Брессон
- 1984 — Мануэль Альварес Браво
- 1985 — Ирвин Пенн
- 1986 — Эрнст Хаас
- 1987 — Хироси Хамая
- 1988 — Эдуар Буба[англ.]
- 1989 — Себастьян Сальгадо
- 1990 — Уильям Кляйн
- 1991 — Ричард Аведон
- 1992 — Йозеф Куделка
- 1993 — Суне Юнссон
- 1994 — Сьюзан Мейселас[англ.]
- 1995 — Роберт Хойссер
- 1996 — Роберт Франк
- 1997 — Кристер Стрёмхольм
- 1998 — Уильям Эглстон
- 1999 — Синди Шерман
- 2000 — Борис Михайлов
- 2001 — Хироси Сугимото
- 2002 — Джефф Уолл
- 2003 — Малик Сидибе[англ.]
- 2004 — Бернд и Хилла Бехер[англ.]
- 2005 — Ли Фридлендер[англ.]
- 2006 — Дейвид Голдблат[англ.]
- 2007 — Нан Голдин
- 2008 — Грасьела Итурбиде
- 2009 — Роберт Адамс[англ.]
- 2010 — Софи Калль
- 2011 — Валид Раад[англ.]
- 2012 — Пол Грэм[англ.]
- 2013 — Жоан Фонткуберта[англ.]
- 2014 — Мияко Исиути[англ.]
- 2015 — Вольфганг Тильманс[2]
- 2016 — Стэн Дуглас[1]
- 2017 — Ринеке Дейкстра[3][4]
- 2018 — Оскар Муньос[англ.]
- 2019 — Дайдо Морияма
- 2020 — Альфредо Джаар[5]